# Karboanion
Karboanion – anion, w którym ładunek ujemny znajduje się na jednym lub więcej atomach węgla. Karboanion ma nadmiarową wolną parę elektronową i z tego powodu wykazuje silne własności nukleofilowe i zasadowe. Zazwyczaj cząsteczki karboanionów mają geometrię piramidy trygonalnej. Podobnie jak karbokationy, wolne rodniki i karbeny, karboaniony stanowią jeden z głównych typów nietrwałych organicznych związków pośrednich.

## Otrzymywanie
Karboaniony generuje się najczęściej w wyniku reakcji silnej zasady lub metalu alkalicznego ze związkiem organicznym. W wyniku tych reakcji następuje oderwanie atomu lub grupy funkcyjnej od atomu węgla z pozostawieniem na nim pary elektronowej i utworzeniem dodatniego przeciwjonu. Proces ten jest reakcją kwas-zasada, w której rolę kwasu odgrywa związek organiczny:
R−X → R−
 + X+
 [X = H,Cl,Br,I,C(O)O]
Przykładami tego rodzaju reakcji jest np. synteza metylolitu:
CH
3Cl + 2 Li → CH−
3Li+
 + LiCl
lub pierwszy etap reakcji Grignarda:
R−Br + Mg → R−
MgBr+

Drugim sposobem generowania karboanionów jest przyłączenie innego anionu do wiązania wielokrotnego węgiel-węgiel:
R
2C=CR
2 + X−
 → R
2C−
−CXR
2
Czasami, mylnie, karboanionami nazywa się struktury, które powstają na skutek przyłączenia się innego anionu do wiązania podwójnego węgiel-tlen grupy karbonylowej. Nie są to karboaniony w całym znaczeniu tego słowa, gdyż ładunek ujemny jest tutaj zlokalizowany głównie na atomie tlenu.

## Trwałość i własności
Trwałość karboanionów otrzymanych z węglowodorów zależy od hybrydyzacji atomu węgla, na którym zlokalizowany jest ładunek ujemny. Im większy udział orbitali s w układzie hybrydowym, tym karboanion jest trwalszy, gdyż elektrony znajdują się bliżej jądra atomu i mają mniejszą energię. Stąd trwałość karboanionów maleje w kolejności:
RC≡C−
 (hybrydyzacja sp – 50% udziału s) > R
2C=C−
H (sp2 33% s) > R
3C−C−
H
2 (sp3 25% s)

Karboanion cyklopentadienylowy

Na trwałość karboanionów może mieć też wpływ efekt stabilizujący grup funkcyjnych przyłączonych bezpośrednio do atomu węgla z ładunkiem ujemnym, które są w stanie częściowo przejąć nadmiarowe elektrony, czyli mają własności elektrofilowe. Oprócz tego stabilizująco na karboaniony może działać rezonans chemiczny. Szczególnie trwałe są karboaniony w których na skutek rezonansu tworzy się aromatyczny układ wiązań – np. aniony cyklopentadienylowe, które mogą tworzyć trwałe sole.
Karboaniony są silnymi zasadami Lewisa i nukleofilami, w związku z czym bardzo chętnie uczestniczą w reakcji z elektrofilami i kwasami:
R−
 + Y+
 → RY [Y = H, Na, Li, K]
Powoduje to, że karboaniony są nietrwałe w układach zawierających nawet niewielkie ilości kationów. W celu eliminacji kationów reakcje z udziałem karboanionów prowadzi się zwykle w warunkach ściśle bezwodnych, w rozpuszczalnikach aprotonowych.
Pomimo faktu, że większość karboanionów jest niestabilna, to odnotowano także występowanie bardziej trwałych karboanionów. W 1984 wykazano, że sole litowe eterów koronowych dodane do roztworu zawierającego trifenylometan i butylolit prowadzą do powstania karboanionów trifenylometylowych (trytylowych), które w opisanym środowisku są stabilne w niskich temperaturach.

## Zastosowania karboanionów
Karboaniony wykorzystywane są w syntezie organicznej jako komponenty nukleofilowe w podstawieniach nukleofilowych zachodzących według mechanizmu SN2. Przykładem tego rodzaju procesu jest np. reakcja Grignarda.
Karboaniony chętnie przyłączają się także do wiązań podwójnych, zwłaszcza wiązania węgiel-tlen grupy karbonylowej, co prowadzi do otrzymania anionów karbonylowych, które następnie mogą ulegać przegrupowaniu lub dalszym reakcjom. Reakcje tego rodzaju, począwszy od klasycznej kondensacji aldolowej lub kondensacji Claisena, a skończywszy na bardziej skomplikowanych reakcjach, takich jak annulacja Robinsona czy kondensacja Stobbego, odgrywają istotną rolę we współczesnej syntezie organicznej. Wspólną cechą wszystkich opisanych powyżej reakcji jest formowanie się anionów enolanowych, które będąc silnymi nukleofilami mogą atakować grupę karbonylową lub inne centra elektrofilowe, prowadząc do formowania się większych cząsteczek na drodze kondensacji.